# Piacenza Football Club 1955-1956
Questa voce raccoglie le informazioni riguardanti il Piacenza Football Club nelle competizioni ufficiali della stagione 1955-1956.

## Stagione
Nella Stagione 1955-1956 il Piacenza ha disputato il campionato di Serie C, un torneo a livello nazionale che prevedeva due promozioni in Serie B e quattro retrocessioni in IVª Serie. Con 34 punti il Piacenza si è piazzato in nona posizione di classifica. Sono state promosse con 44 punti Sambenedettese e Venezia, sul campo erano retrocesse il Piombino, l'Empoli, il Colleferro ed il Pavia, successivamente alla conclusione del torneo per un illecito sportivo è stato retrocesso dalla Commissione Giudicante il Piacenza, si è disputato uno spareggio tra Colleferro e Pavia, vinto il 1º settembre dai pavesi (0-1) che hanno così ottenuto la salvezza.
Dopo la faticosa salvezza della scorsa stagione, la dirigenza piacentina affronta la nuova stagione tra difficoltà economiche e societarie. I giocatori migliori vengono ceduti, Italo Carminati al Milan, Gastone Celio alla Sambenedettese, Angelo Colla al Parma, Dino Lucianetti alla Reggiana ed Elio Mussinelli al Marzotto Manerbio. Sulla panchina biancorossa viene chiamato il tecnico cremonese Ercole Bodini, mentre dal Milan arrivano alcuni giovani molto interessanti, quali lo stopper Bruno Perissinotto, il centromediano Walter Beretta, il mediano Giancarlo Migliavacca ma soprattutto la punta Gastone Bean che con le sue 23 reti realizzate in 21 partite giocate, essendo arrivato a campionato iniziato, ha contribuito in modo rilevante al discreto campionato del Piacenza, chiuso con il nono posto finale. Ma la coda del campionato è molto amara per i colori biancorossi, un sospetto illecito sportivo nella partita di ritorno con il Piombino, emerso in piena estate 1956, precipita il Piacenza in IVª Serie, aprendo un periodo di instabilità tecnica e societaria.

## Rosa
| N. |                   | Ruolo | Calciatore            |
| -- | ----------------- | ----- | --------------------- |
|    | Italia (bandiera) | D     | Luigi Asti            |
|    | Italia (bandiera) | A     | Gastone Bean          |
|    | Italia (bandiera) | C     | Walter Beretta        |
|    | Italia (bandiera) | C     | Stefano Bernini       |
|    | Italia (bandiera) | C     | Orlando Bissi         |
|    | Italia (bandiera) | C     | Emilio Cassinelli     |
|    | Italia (bandiera) | C     | Fernando Cerri        |
|    | Italia (bandiera) | C     | Pompeo Cucchetti (II) |
|    | Italia (bandiera) | C     | Piero Ferri           |
|    | Italia (bandiera) | C     | Giuseppe Gaggiotti    |
|    | Italia (bandiera) | C     | Moreno Jacopini       |

| N. |                   | Ruolo | Calciatore            |
| -- | ----------------- | ----- | --------------------- |
|    | Italia (bandiera) | D     | Vincenzo Magni        |
|    | Italia (bandiera) | C     | Rinaldo Marchesi      |
|    | Italia (bandiera) | P     | Learco Menta          |
|    | Italia (bandiera) | C     | Giancarlo Migliavacca |
|    | Italia (bandiera) | D     | Alvaro Moreno         |
|    | Italia (bandiera) | A     | Giuseppe Ongaro       |
|    | Italia (bandiera) | D     | Bruno Perissinotto    |
|    | Italia (bandiera) | A     | Licio Rossetti        |
|    | Italia (bandiera) | P     | Giuseppe Romano       |
|    | Italia (bandiera) | P     | Luigi Saletti         |
|    | Italia (bandiera) | A     | Ugo Trabattoni        |

## Risultati

### Girone di andata
| Arbitro: | Rebuffo (Milano) |

|                 |           |           |
| Asti 60’ (rig.) | Marcatori | 89’ Gatti |

| Arbitro: | Bartolomei (Roma) |

|             |           |               |
| Bernini 34’ | Marcatori | 71’ Matassoni |

| Arbitro: | Alterio (Roma) |

|                     |           |  |
| Magnavacca 47’, 64’ | Marcatori |  |

| Arbitro: | Guidi (Brescia) |

|             |           |             |
| Bernini 12’ | Marcatori | 32’ Caslini |

| Arbitro: | Savi (Bergamo) |

|                           |           |                  |
| Di Fraia 47’ Guidazzi 89’ | Marcatori | 31’ (aut.) Rossi |

| Arbitro: | Grignani (Milano) |

|  |           |                           |
|  | Marcatori | 37’ Scroccaro 64’ Barison |

| Arbitro: | Campagna (Palermo) |

|  |           |                        |
|  | Marcatori | 60’ Bernini 89’ Ongaro |

| Arbitro: | Rebuffo (Milano) |

|                                         |           |                  |
| Rossetti 20’ Bernini 54’, 70’ Cerri 72’ | Marcatori | 25’, 74’ Gennari |

| Arbitro: | De Robbio (Torre Annunziata) |

|           |           |  |
| Colla 56’ | Marcatori |  |

| Pavia 4 dicembre 1955 10ª giornata | Pavia                | 0 – 0 | Piacenza | Stadio Comunale\| Arbitro: \| Migliorini (Firenze) \| |
| Arbitro:                           | Migliorini (Firenze) |       |          |                                                       |

| Arbitro: | Pisanu (Verona) |

|               |           |                                      |
| Bean 16’, 79’ | Marcatori | 23’ (aut.) Migliavacca 73’ Panattoni |

| Arbitro: | Natalini (Bolzano) |

|               |           |          |
| Carminati 35’ | Marcatori | 50’ Bean |

| Arbitro: | Butti (Como) |

|                             |           |             |
| Asti 33’ (rig.) Bernini 63’ | Marcatori | 39’ Colombo |

| Arbitro: | Baldassare (Udine) |

|                                |           |                               |
| Marchesi 22’ Jacopini 42’, 55’ | Marcatori | 16’ Longoni 68’ Scaccabarozzi |

| Arbitro: | Grignani (Milano) |

|                                 |           |            |
| Gaggiotti 17’ (aut.) Farina 21’ | Marcatori | 89’ Ongaro |

| Arbitro: | Natalini (Bolzano) |

|         |           |  |
| Bean 6’ | Marcatori |  |

| Arbitro: | Basciu (Genova) |

|                            |           |  |
| Raffin 37’, 80’ Novali 70’ | Marcatori |  |

### Girone di ritorno
| Arbitro: | Caputo (Napoli) |

|                                        |           |               |
| Zucchini 40’ Petrozzi 68’ Barbieri 77’ | Marcatori | 8’ Trabattoni |

| Catanzaro 12 febbraio 1956 19ª giornata | Catanzaro       | 0 – 0 | Piacenza | Stadio Militare\| Arbitro: \| Ubezio (Novara) \| |
| Arbitro:                                | Ubezio (Novara) |       |          |                                                  |

| Arbitro: | Gambarotta (Genova) |

|  |           |                 |
|  | Marcatori | 38’ Castellazzi |

| Arbitro: | Savi (Bergamo) |

|                        |           |  |
| Scamos 10’ Caslini 86’ | Marcatori |  |

| Arbitro: | Grignani (Milano) |

|               |           |                                |
| Bean 14’, 68’ | Marcatori | 25’ (rig.) Padoan 34’ Rimbaldo |

| Arbitro: | Maghernino (San Severo) |

|                         |           |  |
| Danieli 1’ Calegari 36’ | Marcatori |  |

| Arbitro: | Carbonelli (Brescia) |

|                          |           |  |
| Asti 48’ (rig.) Bean 77’ | Marcatori |  |

| Arbitro: | Clemente (Roma) |

|         |           |  |
| Pin 33’ | Marcatori |  |

| Arbitro: | Marchetti (Milano) |

|             |           |  |
| Bernini 45’ | Marcatori |  |

| Arbitro: | Angelini (Firenze) |

|                          |           |                               |
| Bernini 2’ Bean 15’, 22’ | Marcatori | 43’ Muzzio 58’ Bodini 61’ Gei |

| Arbitro: | De Robbio (Torre Annunziata) |

|          |           |                          |
| Ieri 68’ | Marcatori | 34’ Bean 47’ (rig.) Asti |

| Arbitro: | Clemente (Roma) |

|                      |           |              |
| Benassuti 74’ (aut.) | Marcatori | 81’ Mazzocco |

| Arbitro: | Famulari (Messina) |

|                          |           |                          |
| Peruzzi 25’ Montrone 64’ | Marcatori | 75’ Beretta 79’ Marchesi |

| Arbitro: | Canepa (Genova) |

|           |           |          |
| Mungai 8’ | Marcatori | 59’ Bean |

| Arbitro: | Marangio (Roma) |

|                                                |           |            |
| Bean 35’, 43’ Bernini 70’ Bean 50’, 79’ (rig.) | Marcatori | 69’ Petris |

| Arbitro: | Grignani (Milano) |

|             |           |                      |
| Mantero 68’ | Marcatori | 48’ Beretta 70’ Bean |

| Arbitro: | Rigato (Mestre) |

|                                                                    |           |                                             |
| Bean 6’, 13’, 14’ Bernini 8’ Bean 30’, 40’, 53’, 69’ Gaggiotti 63’ | Marcatori | 19’, 57’ (rig.) Gotti 64’ Ubiali 75’ Novali |